# Merv
|  | Aquest article tracta sobre l'antiga Merv al Khorasan. Si cerqueu ciutat a la riba del Murghab al Khorasan, vegeu « Marw al-Rudh». |

Merv o Merw fou una antiga ciutat situada a l'actual Turkmenistan, situada en un important oasi a l'Àsia central, a la històrica ruta de la Seda, prop de l'actual Mary. Forma part del Patrimoni de la Humanitat en la llista de la UNESCO. En alstres llengües es diu: persa: مرو, Marw o Mary; xinès: 木鹿, Mulu; per distingir-la de l'altra ciutat amb el mateix nom, Marw al-Rudh, els àrabs la van anomenar Marw aix-Xahijan, àrab: مرو الشاهجان, Marw ax-Xāhijān), antigament centre de la satrapia de Margiana, i posteriorment Alexandria i Antioquia Margiana.
De la metròpoli que va ser, en queda una vasta superfície de terra ondulada de la qual sobresurten les restes de les muralles, un parell de mausoleus i la ciutadella del castell del soldà. Els terratrèmols i els vents han destruït el poc que els mongols van deixar dempeus. De tota manera, es creu que la major part de les restes de Merv continuen enterrades.
Els habitants moderns de la regió són turcmans de la tribu Tekke o Teke, i tadjiks; hi ha minories balutxis i brahuis. La capital regional és a Bayram Ali.

## Història
Unes quantes ciutats han existit en aquest lloc pel seu valor estratègic en l'intercanvi de cultures. Durant cinc segles, va ser la segona capital de l'islam, només superada per Bagdad.
En la geografia del Zend-Avesta és esmentada com a Mouru i també s'esmenta sota els aquemènides,on seria la que consta amb el nom de Margu a la inscripció de Behistun datada vers 515 aC del rei Darios I i hauria estat fundada per Cir el Gran abans del 530 aC. La comunitat que l'habitada tenia tècniques agrícoles capdavanteres.
Plini el Vell diu que els presoners romans de Crassus capturats pel rei part Orodes van ser establerts aquí. La visita d'Alexandre el Gran i la refundació de la ciutat que esmenta Plini el Vell és incerta; es diu que la ciutat va portar el nom d'Alexandria Margiana per un temps; els clàssics anomenen la ciutat com a Margiana i al riu com a Margus (Murghab). Les excavacions arqueològiques de l'era soviètica revelen que la ciutat podria haver estat fundada o refundada i ampliada pel rei selèucida Antíoc, entre els anys 280 i 261 aC, amb el nom de Margiana o Antioquia Margiana (Ἀντιόχεια Μαργιάνη), al lloc on avui hi ha la fortalesa de Gavur Gala (turc Gayur Kala). Però a un centenar de quilòmetres s'han trobat restes molt anteriors, del segle xv aC. A la mateix època, vers la meitat del segle iii aC, es va construir un mur per defensar la zona cultivada de les incursions dels nòmades de l'estepa.
Després dels selèucides van venir els parts. En aquest temps, la ruta de caravanes entre Orient Mitjà i Xina sortia de Merv, passant per Balkh, Darwaz i el nord del Badakhxan, i seguia cap a l'Alay, Kashghar i l'Imperi xinès. Als parts els van seguir els sassànides, amb els quals es va donar un regne tolerant que va permetre la convivència entre budistes, zoroastrians, maniqueus i cristians nestorians. Ja el primer sassànida Artaxerxes I va dominar Merv. Les monedes sassànides trobades i encunyades a la ciutat proven que va estar sota aquest domini per quatre segles. Al segle V hi havia un bisbe nestorià i el 553 va esdevenir la seu de la província metropolitana de l'Església siríaca oriental (fins al segle xi). La ruta comercial es va desplaçar al seu temps al nord, sortint de Merv cap a Shardjui, Samarcanda i Semireche (el País dels Set Rius) i era un centre comercial d'artesania i empori en la ruta caravanera. El sistema agrícola de la regió de Merv continuava sent capdavanter i extraordinari; els geògrafs del segle X el descriuen i en donen detalls: els canals eren mantinguts i vigilats amb cura sota la direcció d'un mulawalli o mukassim al-ma (equivalent del persa mi-rab, un funcionari d'irrigació) que disposava d'un equip de cabussadors (ghawwasun); hi havia un embassament més amunt de la ciutat, al riu, i l'abastiment d'aigua estava mesurat per un dispositiu especial anomenat mikyas (per analogia al nilòmetre), que era una planxa de fusta amb un senyal en cada shaira o interval mesurat; el servei del diwan al-kastabzud (persa: kast u afzud) tenia en compte tots els que tenien dret a beneficiar-se de l'aigua.
Sota els sassànides fou seu d'un marzpan que governava les marques del Nord i era el punt més avançat de l'imperi després del qual ja venien les ciutats estat de Sogdiana, Coràsmia i la gran estepa dominada pels turcs occidentals. Podria ser la Ho-Mo (en realitat, Mo-ho) del viatger budista xinès Hueng-tsang. El darrer rei sassànida Yazdegerd III (632-651) fou assassinat no lluny de la ciutat pel marzuban persa Mahui Suri, que es va rendir en acostar-se els àrabs manats per Abd-Al·lah ibn Àmir, governador del Khorasan, signant un pacte amb Mahui pel qual aquest pagaria un fort tribut de tres milions de dirhams i 200.000 djaribs de blat i ordi; els dekhans (àrab: dikhans) de l'oasi s'encarregarien de recaptar els impostos i les tropes de guarnició àrab serien allotjades pels habitants. Va esdevenir la capital de la província del Khorasan. El 671 Ziyad ibn Abih Sufyan va enviar 50.000 persones de Bàssora i Kufa a colonitzar la regió, que foren instal·lades pel següent governador Rabi ibn Ziyad al-Harithi (671-673); els colons àrabs es van barrejar amb la població iraniana local, sobretot quan van adquirir terres i van esdevenir subjectes al tribut per part dels dikhans. Els colons que venien de Kufa van retenir les seves simpaties alides. Merv fou la base des de la qual Qutayba ibn Múslim va sotmetre part de l'Àsia central, incloent Balkh, Bukharà, Ferganà i Kashghària, i es va acostar a la Xina.
Al segle vii, l'emigració àrab a la zona fou considerable i els colons la van portar a un nivell de prosperitat que mai havia conegut. Les tècniques agrícoles es van expandir, però mancava blat, que era importat de les valls de Kashka Darya i Zarafshan; probablement al segle VIII o IX es va introduir la sericultura. L'arqueologia moderna mostra que la ciutat de Merv no era continuada, sinó que tenia tres principals nuclis: Gavurkala, que corresponia a la Merv sassànida; Sultankala, a l'oest de l'anterior, sorgida a partir del segle VIII; i Abd Allah Khankala, al sud de l'anterior. A la part occidental de Gavurkala es va formar un barri, que ja existia quan van arribar els àrabs, i fou anomenada Rabad per aquests i encara que la gran mesquita es va construir a Gavurkala, el centre de gravetat es va desplaçar cap al Rabad i s'hi van traslladar l'administració i els edificis religiosos; al final del segle vii es va construir la segona Gran mesquita a la vora del canal Razik, que marcava el límit del Rabad. En temps d'Abu-Múslim a la meitat del segle viii, el nucli principal de la ciutat es va desplaçar encara més a l'oest fins al canal Madjan, en el qual fou Sultankala, que va tenir una muralla de rajola amb diverses torres. Un monestir cristià de nom Masardjasan és esmentat al nord de Sultankala.
La dawa ('missió') haiximita va aprofitar els vells sentiments alides dels colons descendents de Kufa; el 736 els agents haiximites foren descoberts i executats, però poc després es va formar un comitè de 12 nukaba presidit per Sulayman ibn Kathir al-Khuzaí; després, el cap fou Abu-Sàlama al-Khal·lal (746) i després Abu-Múslim el 748, que, afavorit per les lluites entre qaisites i iemenites i que els errors en el tractament fiscal de la població àrab no havien estat prou reparats pels intents de reforma del governador Nasr ibn Sayyar al-Kinaní (738-748), va assolir el govern de Khorasan el febrer en nom de l'imam Ibrahim ibn Muhàmmad ibn Alí ibn Abd-Al·lah ibn Abbàs (que seria la dinastia abbàssida).
Després d'establir la nova dinastia a Bagdad, Khorasan va gaudir d'una certa autonomia. La ciutat, afavorida, es va expandir. Abu-Múslim fou executat el 755, però el Khorasan va continuar sent el suport de la dinastia i el governador del Khorasan a Merv era una de les figures principals del règim. La influent família dels barmàquides tenia base a Merv (i no fou l'única). Al-Muqaddassí descriu la ciutat i l'esmenta com la més deliciosa, bonica, elegant, brillant, extensa i satisfactòria. Els habitants eren emigrants àrabs i sogdians (Herrmann, 1999). La importància de Merv va augmentar quan del 813 al 818 fou la residència del califa al-Mamun. Merv fou el centre de la revolta més important del segle viii, dirigida per al-Mukanna, el Velat, que es proclamava profeta i encarnació de Déu, i hereu d'Alí ibn Abi-Tàlib i Abu-Múslim; la khurramiyya, que en certa forma en derivava, va persistir a Merv fins al segle xii.
Al segle ix, Merv fou una ciutat centre del coneixement i la cultura musulmana. Van sorgir a la ciutat diversos erudits de les més variades branques com llei islàmica, tradició religiosa, història i literatura i generalment porten la nisba al-Marwazí (المروزي), entre ells Ahmad Ibn Hanbal. A Merv, va subsistir una comunitat cristiana important amb un arquebisbe nestorià.
Van governar la província primer els tahírides (el general Tahir ibn al-Husayn des de 821) i temporalment els safàrides, que van preferir establir la capital a Nixapur, encara que Merv va restar com a centre comercial principal; després, al segle x, els samànides tenien capital a Bukharà i sota els quals el Khorasan fou teatre de conflictes quan generals i governadors turcs volien dominar el país, que només nominalment restava subjecte a l'emir samànida de Bukhara. Tot això va afectar la prosperitat de Merv i al-Muqaddassí diu que el 980 la meitat del Rabad estava en ruïnes i la ciutadella estava destruïda. A més, la ciutat era afectada per lluites sectàries entre hanafites i xafiïtes.
A l'inici del segle xi foren els gaznàvides, sense vinculació amb el califat, els que la van governar; el seu domini fou breu i el 1037 el seljúcida Čaghri Beg Dawud es va apoderar de Merv, i els turcmans van dominar el Khorasan. Malik Shah I va construir una gran muralla a l'entorn de Merv. El 1100 va pujar al tron Sandjar, que va governar la meitat oriental de l'imperi. Sota els seljúcides, Merv es va recuperar i en aquesta ciutat foren enterrats els sultans seljúcides Alp Arslan i Sandjar.
Durant tot aquest període, Merv va continuar sent una gran ciutat i encara va arribar al seu zenit. La ciutat ocupava una superfície de 130 km², un 30% més que l'actual Barcelona, i la població va arribar a superar el milió d'habitants, moment quan Barcelona en tenia 30.000. Hauria estat la ciutat més gran del món entre 1145 i 1153. Se l'anomenava la «mare del món», "la trobada del gran i el petit", la "capital del Khorasan" i era considerada la capital del món islàmic oriental. Es parla de la gran biblioteca i la madrassa fundada per Nizam al-Mulk, i altres institucions culturals. El seu mercat és esmentat com "el millor de les grans ciutats de l'Iran i Khorasan". Al segle xii, existia al sud-oest de Merv la casa anomenada al-Diwakush on es desenvolupava l'estudi de la sericultura. Al-Istakhri explica que la ciutat exportava seda en brut i els seus tallers eren cèlebres, com també ho era el cotó exportat a diversos països, en brut o manufacturat. La regió tenia grans propietats latifundistes que donaven grans beneficis als seus propietaris; fins i tot, diversos pobles pertanyien a una sola persona; els camperols estaven lligats feudalment als dikhans o dekhans dels quals rebien el pagament en natura o en espècies.
El govern de Sandjar va estar marcat pels conflictes amb els kara-khitais i els xas de Coràsmia, i va acabar el 1153; els nòmades oghuz de l'altre costat de l'Amudarià que havien estat subjectes a Sandjar sota un oficial de policia anomenat shina, es van revoltar, van derrotar Sandjar i van saquejar i ocupar la ciutat. S'hi van mantenir fins que Coràsmia va imposar el seu domini al Khorasan septentrional, que van conservar fins a la invasió dels mongols. Amb tot això, va començar a perdre importància mentre altres ciutats com Nixapur la guanyaven.
Però la decadència total es va produir al segle xiii amb l'arribada dels mongols, a cavall i ben armats. El gener de 1221, el fill de Genguis Kan, Tului, va ordenar arrasar Merv. Durant una setmana va preparar les seves tropes i el setè dia, quan va tenir les catapultes a punt, va entrar dins del recinte emmurallat. Centenars de milers de persones van morir i la majoria d'edificis foren derruïts. A la ciutadella que domina les ruïnes del jaciment encara es poden veure els impactes dels projectils de les catapultes mongoles. Alà-ad-Din Juwayní diu que els artesans foren separats i la resta de la població, incloent dones i nens, foren assassinats; cada mongol havia de matar 300 o 400 persones i van estar matant fins a la nit. Ibn al-Athir xifra els morts en 700.000 i alguns historiadors eleven la xifra de morts a l'entorn del milió, incloent milers de refugiats de fora de Merv que s'havien acollit a les muralles de la ciutat, i encara que segurament no foren tants, fou una de les matances més grans de la història. Al segle xiv, Mustawfi va trobar la ciutat quasi totalment en ruïnes.
L'arqueologia revela que les fortificacions de la ciutat foren reconstruïdes, però la prosperitat de la ciutat s'havia acabat. La invasió mongola va desestructurar la societat i va mantenir les ciutats buides o migs buides durant un segle. A l'inici del segle xiv, la ciutat va esdevenir la seu de l'arquebisbe de l'Església oriental. El 1380 Merv va passar a Tamerlà. La ciutat fou reconstruïda pel Shah Rukh (timúrida) el 1409. El 30 de març de 1410 Xah Rukh va anar al campament d'estiu de Badghis i allí va ordenar la reconstrucció de Merv que havia estat destruïda pels mongols el 1216 feia 194 anys i va convocar a tots els turcs i perses de les regions veïnes a participar en la reconstrucció Però encara que fou reconstruida, mai més va recuperar la glòria perduda. En aquest període, el gran embassament (el Sultan Band o Soltan Bend) al riu Murghab fou restaurat pels nobles perses i l'aigua va tornar a fluir pel canal, però només per una part de l'antic oasi; l'establiment que va sorgir a l'àrea irrigada, proper a la ciutat de Merv perquè l'aigua no hi podia arribar en prou quantitat, fou anomenat Baýramaly, nom que encara apareix al segle xix en un lloc que equival a grans trets a l'antic Abd Allah Khankala, però amb una superfície sensiblement reduïda en relació amb la ciutat destruïda pels mongols.
El 1505 va passar als uzbeks, que foren expulsats al cap de cinc anys pel safàvida Ismail I. Durant dos segles i mig va restar en mans de Pèrsia, i fou objecte de repetits atacs uzbeks i sense parar de decaure; el domini persa va durar fins al 1785, quan fou conquerida per Amir-i Masum (el futur Shah Murad 1785-1799), fill de l'atalik Daniyal Beg de la dinastia Mangit de Bukharà. Estava llavors en mans d'un cap turcman qajar de nom Bayram Ali Khan, que va morir en la lluita. Uns anys després l'emir de Bukharà va retornar (1789/1790) i va fer arrasar la ciutat fins als fonaments, van destruir l'embassament de Sultan Bad (48 km més amunt al Murghab) i van deixar buit el districte; tota la població de la ciutat i de l'àrea a l'entorn, unes cent mil persones, foren deportades per fases a oasis i pobles de Bukharà; la majoria eren perses xiïtes i van resistir l'assimilació pels sunnites bukharians, amb els quals compartien llengua. Els seus descendents encara existeixen i són coneguts com a marvis i foren llistats com a iranians al cens soviètic dels anys vuitanta, vivint principalment a Bukharà i Samarcanda i a la zona fins al riu Zarafshan. El 1823 Merv va passar a Khivà.
El 1832, Merv estava en ruïnes i en mans del kan de Khivà quan hi va passar sir Alexander Burnes. En aquest temps els turcmans Tekeoğulları, que vivien al riu Tejen, foren forçats pels perses a emigrar al nord. Khivà es va oposar al seu avanç, però finalment, vers 1856, els turcmans van esdevenir el poder sobirà a Merv i el seu territori i ho van restar fins a l'ocupació russa de l'oasi. La bandera d'aquest kanat de Merw era vermella fosca, sensiblement quadrada, però dentada al vol. El 1884 l'exèrcit rus ocupava l'oasi. L'amenaça afganesa fou eliminada l'any següent per la victòria del general Komarov. Des de 1887 es van fer esforços (amb un cert èxit) per restablir la prosperitat agrícola i es van construir dos embassaments al Murghab (Hindu Kush i Sultan Band). Hi va passar la via fèrria Transcàspia de Krasnovodsk a Bukharà, Samarcanda i Taixkent per Aşgabat i Merv, i des d'aquesta ciutat una branca anava cap a Kugha al sud, a la frontera afganesa. Durant l'Imperi rus formà part de la província de Transcàspia.
Des de 1924, formà part de la República Socialista Soviètica del Turkmenistan independent el 1991. El 1935 es va refundar Bayram Ali, que fou declarada capital del districte (rayon) del mateix nom i que el 1969 tenia 31.000 habitants.

## Galeria d'imatges

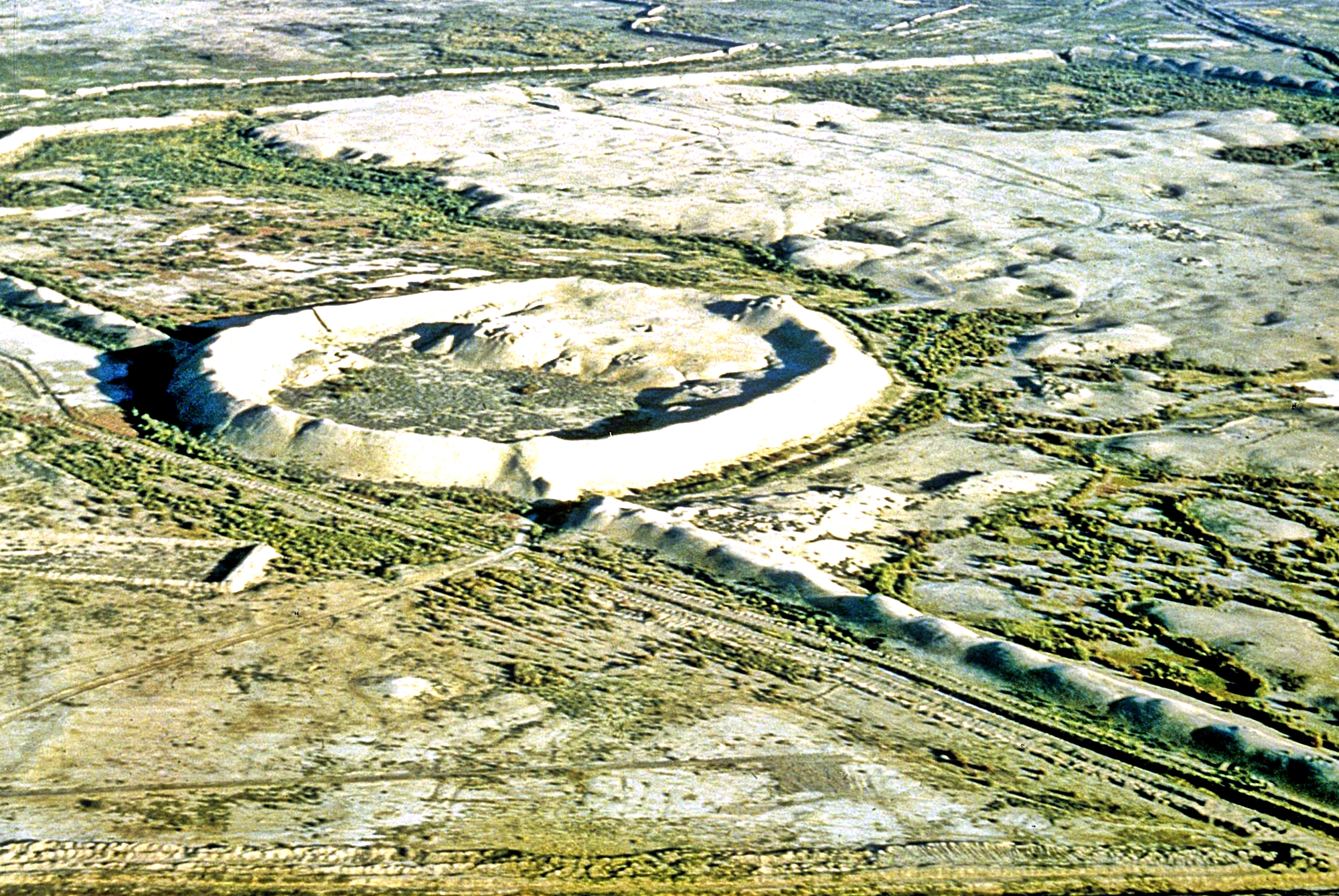
Vista aèria
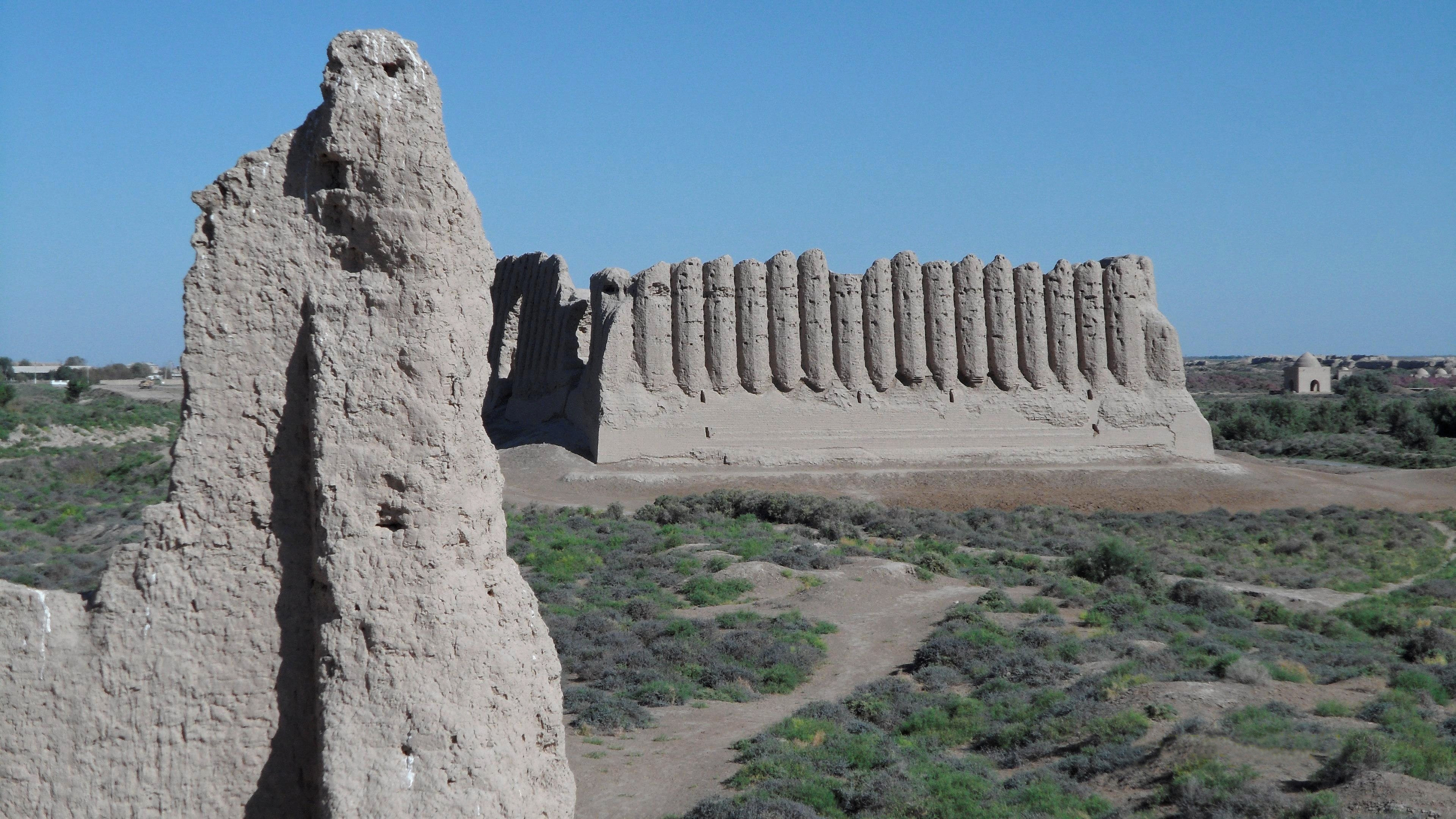
Gran Kyz Qala
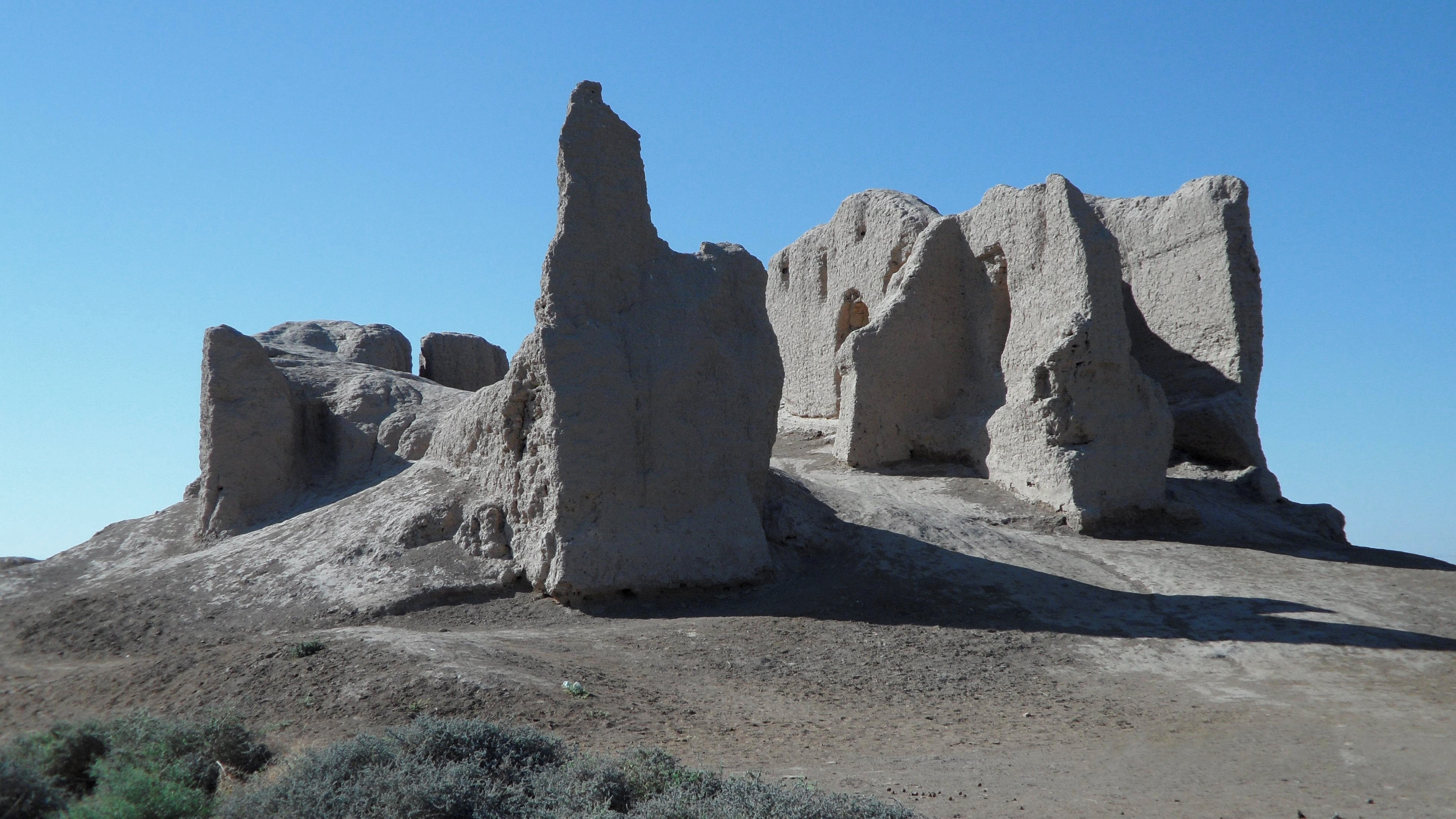
Petit Kyz Qala
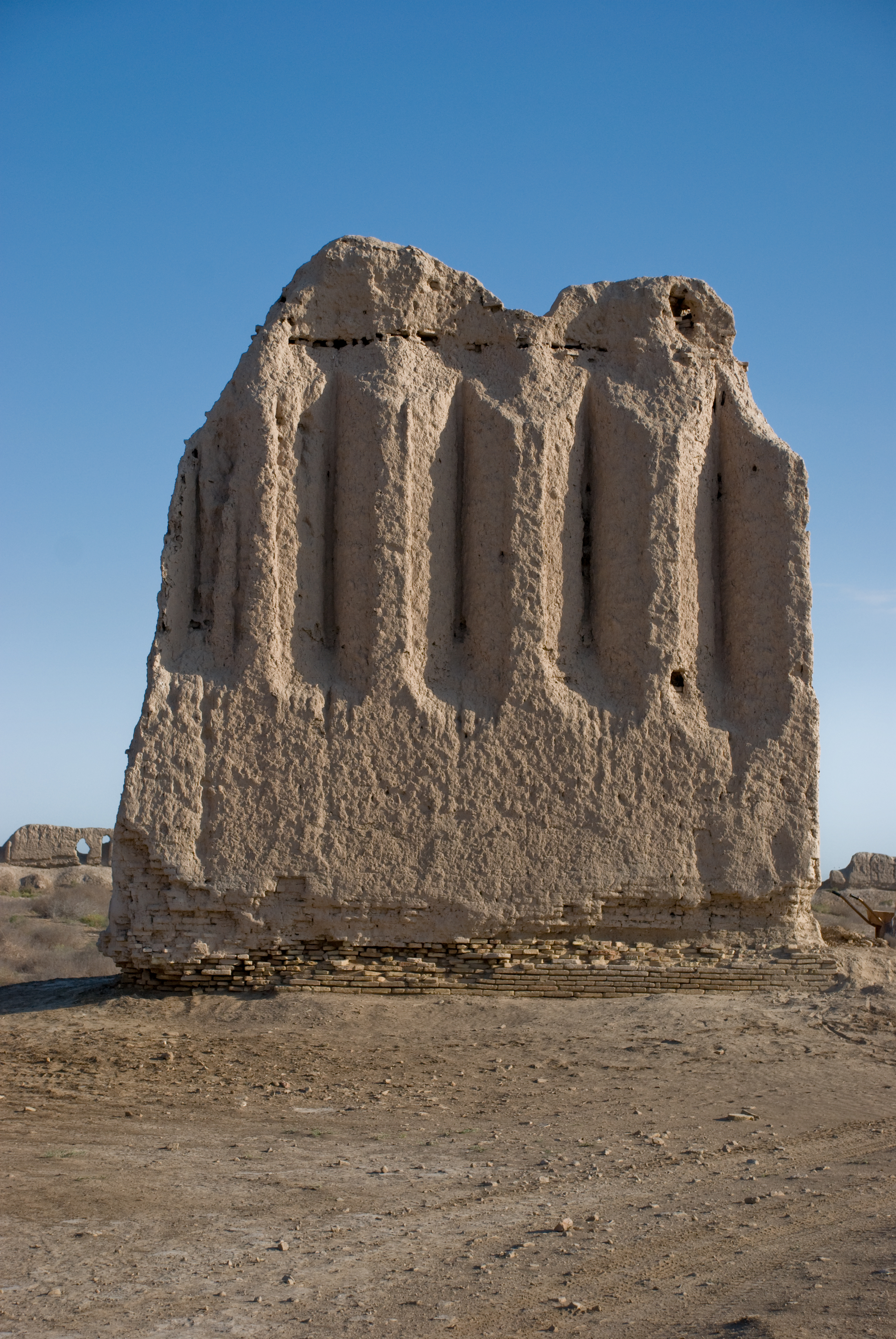
part del Kyz Qala
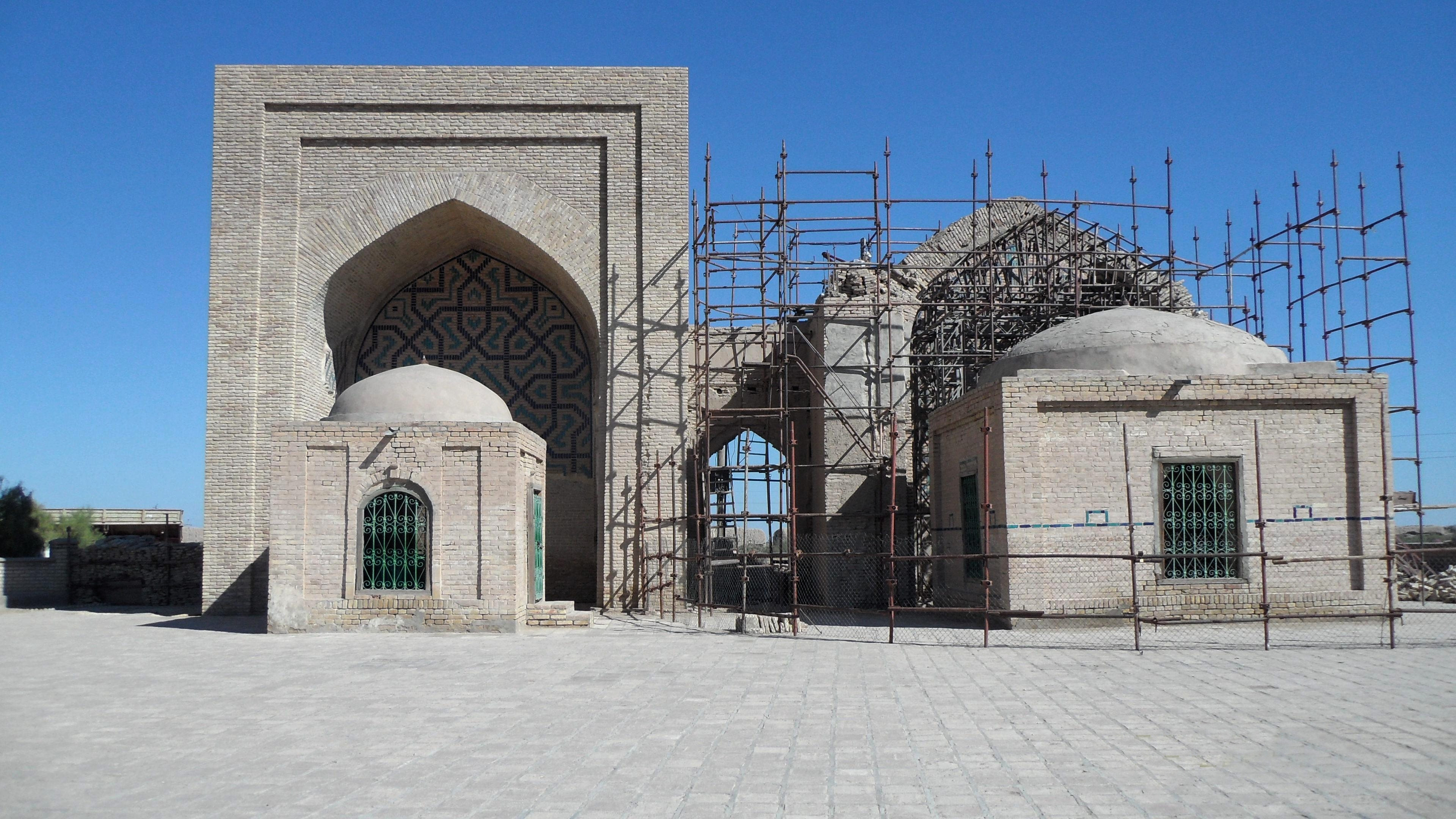
Mausoleu d'Aschab
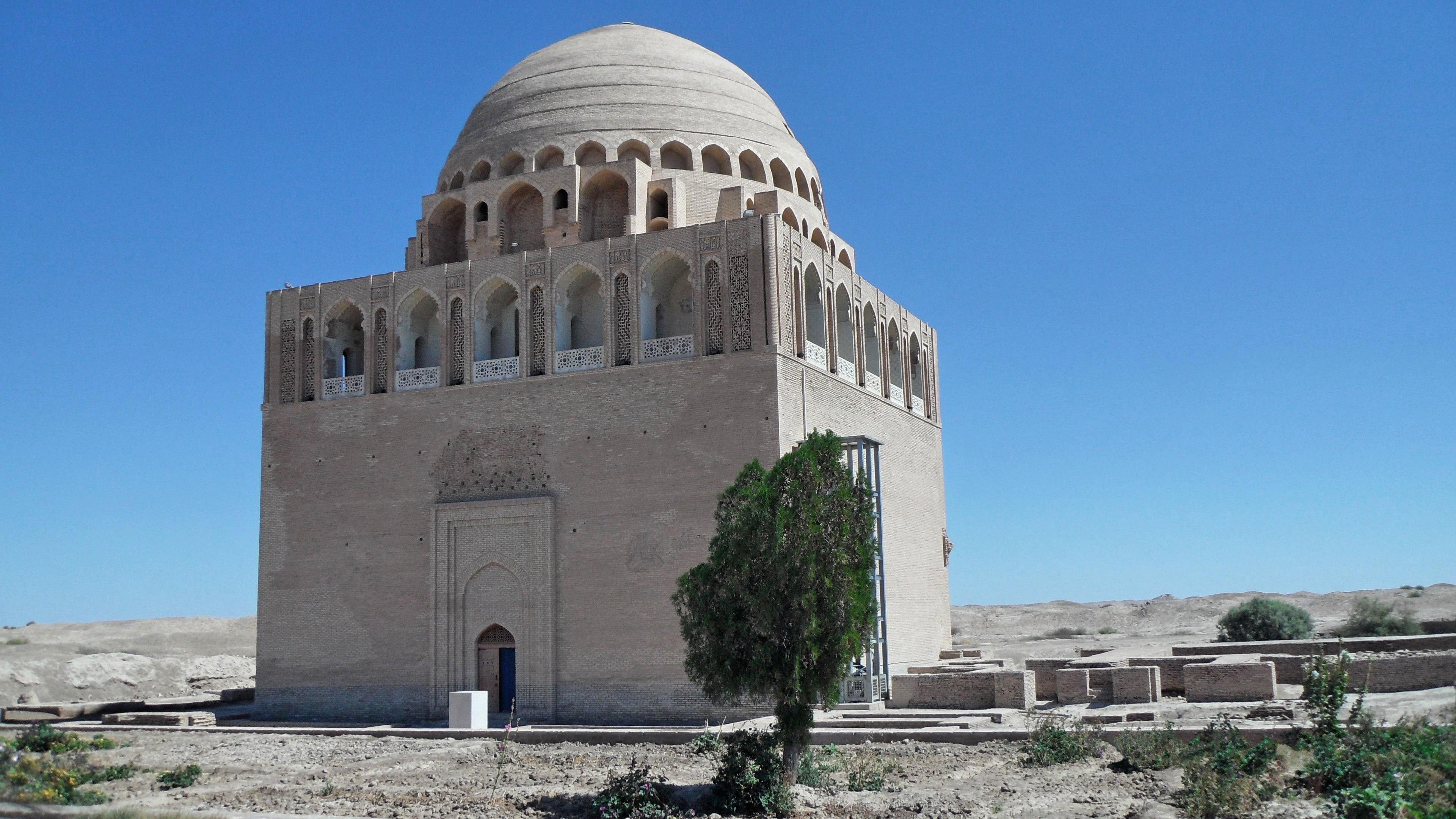
Mausoleu de Sultan Sanjar
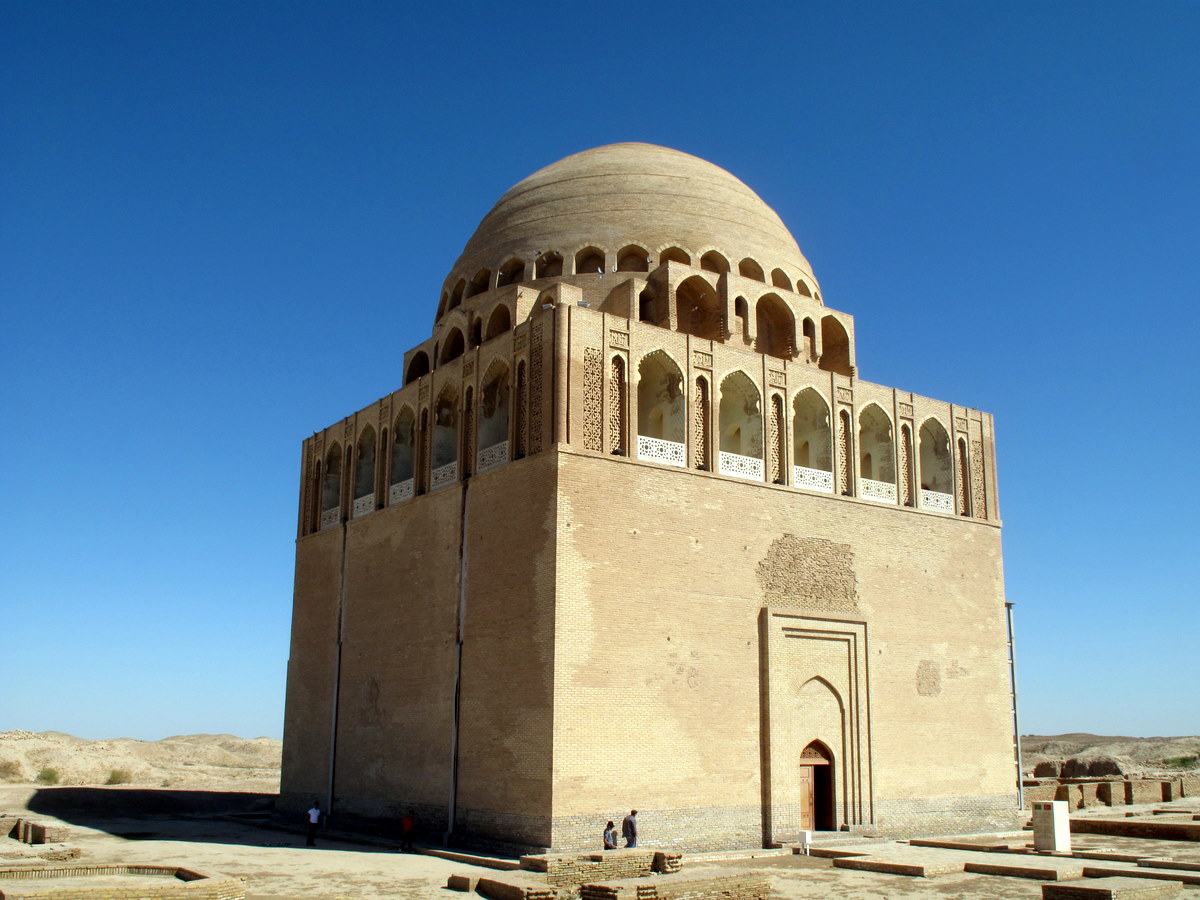
Mausoleu de Sultan Sanjar

## Ciutats agermanades
- Balkh, Afganistan
- Nixapur, Iran
- Bukharà, Uzbekistan
- Samarcanda, Uzbekistan